# 高凤林
高凤林（1962年3月—），河北东光人，中华人民共和国焊接工人、政治人物，现任首都航天机械有限公司高凤林班组组长，中华全国总工会副主席（兼）。
2018年10月25日，中华全国总工会第十七届执行委员会召开第一次全体会议，选举全总十七届执委会主席、副主席和主席团委员，他当选为全总副主席。